# Kissaki-kai
Kissaki-kai is een stijl van de Japanse vechtsport karate. De stijl werd uitgevonden door Vince Morris, in Groot-Brittannië in 1993. De stijl kenmerkt zich door de klemtoon op de praktische toepassingen in plaats van het oefenen op stijl, waarmee ze zich afzetten tegen Shotokan. Door deze klemtoon worden de kata's ook realistisch geïnterpreteerd. Hoewel shotokan karate in essentie een verdedigingssport is, wordt vooral de focus gelegd op Atemi-waza oftewel trap en stoot technieken. In kissaki-kai krijgen alle 5 niveaus van het oorspronkelijke karate terug aandacht c.q. Ne-waza (grondwerk, worstelen), Nage-waza (worpen), Atemi-waza (slag/trap op vitale punten), Shime-waza (wurg technieken), en ten slotte Kansetsu-waza (klem technieken)

## Oorsprong van de naam
De naam van de stijl, Kissaki-kai, is afgewogen en gekozen als voorstelling van de kwaliteiten van de stijl. Een "kissaki" is namelijk het snijdende blad van de uiterste tip van een katana, een samoeraizwaard. De filosofie hierachter is dat het zwaard de ziel van de samoerai was, een object dat zowel mooi als dodelijk efficiënt is, een fusie van harmonie en nut. Net zoals een katana gesmeed wordt in water en vuur, zo moet de karateka in de dojo uitdagingen en tegenslagen overwinnen.